# Наконово
Наконово (пол. Nakonowo) — село в Польщі, у гміні Коваль Влоцлавського повіту Куявсько-Поморського воєводства.
Населення — 181 особа (2011).
У 1975-1998 роках село належало до Влоцлавського воєводства.

## Демографія
Демографічна структура станом на 31 березня 2011 року:
|          | Загалом | Допрацездатний вік | Працездатний вік | Постпрацездатний вік |
| -------- | ------- | ------------------ | ---------------- | -------------------- |
| Чоловіки | 89      | 18                 | 57               | 14                   |
| Жінки    | 92      | 21                 | 50               | 21                   |
| Разом    | 181     | 39                 | 107              | 35                   |